# 北極星 (漫威漫畫)
北極星（Polaris；又稱洛娜·戴恩）是美國漫威漫畫出版的角色。該角色由作家阿諾德·德雷克（Arnold Drake）和藝術家吉姆·斯特蘭科（Jim Steranko）創作，首次出現在《X戰警》第49期（1968 年 10 月）。洛娜·戴恩（Lorna Dane）屬於被稱為突變體的人類亞種，他們天生具有超人的能力。她可以像她父親萬磁王一樣控制磁力。該角色在她歷史上的不同時期被稱為北極星、惡意和瘟疫。戴恩也是X戰警和X因子的成員。
該角色已出現在各種其他漫威授權產品中，包括視頻遊戲、動畫電視連續劇和商品。洛娜·戴恩 (Lorna Dane) 在由艾瑪·杜蒙 (Emma Dumont) 飾演的《變種天賦》(2018) 中首次亮相真人秀。

## 資料來源
1. ↑  Lovett, Jamie. . ComicBook.com. October 2, 2017  [2023-11-16] （英语）.
2. ↑  Zachary, Brandon. . Comic Book Resources. November 24, 2021  [2023-11-16]. （原始内容存档于2024-08-11） （英语）.
3. ↑  Austen, Chuck. Uncanny X-Men #421(2003). Marvel Comics.
4. ↑  Harth, David. . Comic Book Resources. December 18, 2019  [2023-11-16] （英语）.
5. ↑  Gaber, Nabeel. . Comic Book Resources. February 2, 2021  [2023-11-16] （英语）.
6. ↑    - Cronin, Brian. . Comic Book Resources. June 18, 2022  [2023-07-30]. （原始内容存档于2024-07-31） （英语）.
  - Marnell, Blair. . Nerdist. July 6, 2017  [2023-07-30].